# استلا اموانگی
استلا اموانگی (به انگلیسی: Stella Mwangi) (زاده ۱ سپتامبر ۱۹۸۶) خواننده و ترانه سرا و رپر کنیایی-نروژی است.
او در مسابقه آواز یوروویژن ۲۰۱۱ نماینده نروژ بود.